# Зузи Зу
Зумрета Миџић, познатија под псеудонимом Зузи Зу, босанскохерцеговачка је поп и поп-фолк певачица средње генерације. Рођена у Великој Кладуши, а живи и ради у Сарајеву.

## Биографија
Све је почело тако што је атрактивна и талентована бруцошкиња економије пожелела да своје слободно време искористи да поради на свом хобију - певању. Да је хоби био на озбиљној проби и временом добијао на залету, да би на крају победио, казује потања хронологија догађаја.
Зузи Зу је студирала на Економском факултету у Сарајеву и истовремено похађала Средњу музичку школу - одсек за соло певање. Било је то у Златно доба Сарајевске поп школе, када су музичком сценом владали Индекси, Здравко Чолић, “Бијело Дугме” и престижни фестивал "Ваш шлагер сезоне“. Зузи Зу је певала у хору РТВ Сарајево и диригент Јулио Марић је изабрао да на поменутом фестивалу пева пратеће вокале. После тога следи Велика југословенска турнеја Здравка Чолића и Индекса, где је на певачком задатку заједно са Горданом Ивандић.
Онда је стигла до Београда, да за филм "Национална класа" отпева панк нумеру "Хоби" и култну песму "Флојд"- која је музички обележила ово кинематографско остварење редитеља Горана Марковића. Композитор је био Зоран Симјановић.
Од 1979. до 1981. године, чланица је популарне групе "Мирзино јато" заједно са Горданом Ивандић и Мирзом Алијагићем. Хитови који су остали за њима су "Апсолутно твој", "Чабрија", "Чартер лет“.
У међувремену је дипломирала на Економском факултету па се запошљава и ради у РЗДП Босне и Херцеговине као саветник за туризам и трговину. Жељна знања одлази на постдипломске студије у Холандију, где је 1985. године магистрирала на "The Institute of Social Studies" у Ден Хаагу.
По повратку у Сарајево, отпочиње сарадњу са групом „Бијело дугме” певајући пратеће вокале на албуму „Пљуни и запјевај моја Југославијо” и истоименој Великој турнеји, као и на дуплом албуму и DVD-у „Мрамор, камен и жељезо” уживо снимљеним на концерту у Зетри 1987. године. Иза тога следи филм Емира Кустурице „Дом за вешање” за који музику пише Горан Бреговић, а Зузи пева све пратеће вокале за песму „Едерлези”.
У току свих ових година снима и севдалинке (око 20 нумера) са Народним и Тамбурашким оркестром РТВ за потребе музичког архива продукције РТВ Сарајево.
1991. године снима свој први солистички албум "Ноћас ја лудујем" у студију Зорана Реџића који се појављује и у улози продуцента. Аутор свих нумера је био Милић Вукашиновић - Мића.
Ратни вихор је односи у Италију, а потом у Холандију где проводи следећу деценију. Неколико година сарађује са холандским ромским оркестром “Огто Гадје” и 2002 снимају заједнички ЦД „Ватра” са циганским песмама.
Године 2005. се враћа у Сарајево и четири године пева пратеће вокале Бебеку, Алену и Тифи који су наступали под именом "Кад би' био бијело дугме". У оквиру Европске турнеје, са њима гостује у Шведској, Данској, Холандији, Немачкој, Швајцарској, Аустрији, Бугарској и земљама бивше Југославије.
Зузи Зу је 5 година припремала свој други студијски албум и снимила 18 песама. То су “Ватра”, "Трепавица", "Чичак", "Плава банана", "Сан о љубави", "Едерлези”, “Ружица си била”, “Жена истока”, “Реанимација”, "Морска пјена", “Траг љубави”, “Where Love Has Gone”, “Dove l’amore”, “Waar ben je gebleven”, “Делија”, "Лутка од гуме", "Имал јада к'о кад акшам пада" и "Успаванка". Албум назива "ВАТРА" (2014) има 10 песама од којих 6 синглова има и видео записе и то су: "Ватра", "Сан о љубави", "Траг љубави", "Едерлези", “Морска пјена” и "Делија". Сарадници на пјесмама су Студио Кобац, Студио Фута Радуловић и Студио Ал а на видео записима Дејан Миличевић и Инвенио Филмс. Зузи Зу се појављује и као аутор, продуцент и стилиста.
Била је учесница ријалитија ТВ ПИНК-а Фарма у 2013 години.

## Дискографија

### Самостални албуми
- 1991. Ноћас ја лудујем (Сарајево Диск)[1]

### Са групом Rock Hotel
- 1978. Disco/Blue Jeans (Југотон)

### Са групом Мирзино Јато
- 1979. Шећер и мед (ПГП РТБ)
- 1979. Апсолутно твој, Пада снег (Сингл) (ПГП РТБ)
- 1980. Нормална ствар, Ја бих да ме друга мази, Звезда и алкохол (Сингл) (ПГП РТБ)

### Пратећи вокали
- 1984. Зашто тако страсно (Франо Ласић) (Југодиск)
- 1986. Пљуни и запјевај моја Југославијо (Бијело Дугме) (Дискотон)
- 1987. Мрамор, камен и жељезо (Бијело Дугме) (Дискотон)
- 1987. Легија (Легија) (ПГП РТБ)
- 1990. Након свих ових година (Бијело Дугме) (Дискотон)
- 1991. Рођена си само за мене (Хари Мата Хари) (Дискотон)
- 2000. У име љубави (Халид Бешлић) (In Takt records)
- 2004. Пљуни и запјевај моја Југославијо (Бијело Дугме) (Music Star Production)
- 2004. Мрамор, камен и жељезо (Бијело Дугме) (Music Star Production)
- 2010. Мијењам (Бобан Рајовић) (City records)

### Музика из филма
- 1979 Хоби Оригинална музика из филма "Национална класа" (ПГП РТБ)
- 1988 Горан Бреговић, Музика из филма "Дом за вешање", Емира Кустурице (Дискотон)

## Видеографија
- 1992. Ноћас ја лудујем (режисер Милан Билбија)
- 2010. Делија (Дејан Миличевић)
- 2011. Ружица си била (Дејан Миличевић)
- 2012. Реанимација (Дејан Миличевић)
- 2012. Жена истока (Дејан Миличевић)
- 2012. Морска пјена (Дејан Миличевић)
- 2013. Ватра (Invenio films)
- 2013. Where love has gone (Invenio films)
- 2013. Траг љубави (Invenio films)
- 2013. Dove l'Amore (Invenio films)
- 2013. Waar ben je gebleven (Invenio films)
- 2014. Едерлези (Invenio films)
- 2014. Сан о љубави (Invenio films)

## Спошљашње везе
- — Званични веб сајт
- Званичан YouTube канал #1
- Званичан YouTube канал #2
- Званична Фејсбук страница
- Званичан Твитер налог
- Званичан SoundCloud профил
- Званичан MySpace